# 아르다빌주

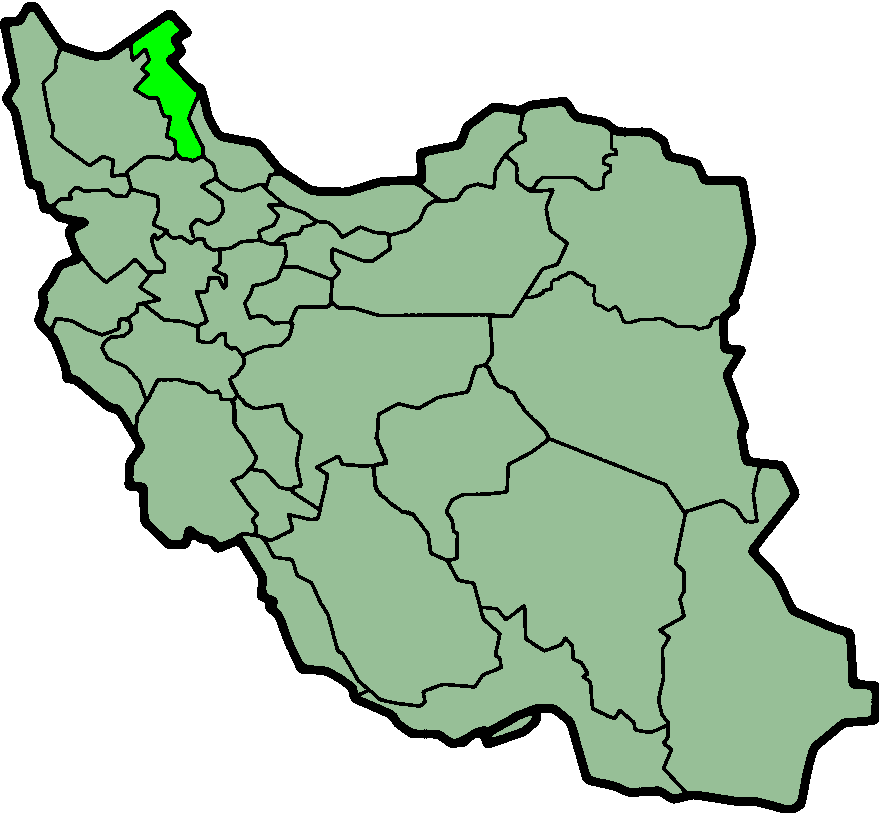
아르다빌주

아르다빌주(페르시아어: استان اردبیل)는 이란을 구성하는 31개 주 가운데 하나로, 이란 북서부에 위치하고 있으며 아자르바이잔에샤르키주, 잔잔주, 길란주, 아제르바이잔 공화국과 인접해 있다. 주도는 아르다빌이며 면적은 17,800km2, 인구는 1,228,155명(2006년 기준)이다.
아르다빌주의 도시로 아르다빌, 빌라사바르, 게르미, 할할, 코사르, 메슈긴샤흐르, 나민, 니르, 파르사바드가 있다.

## 인구
| 연도 | 인구      | ±%    |
| ---- | --------- | ----- |
| 2006 | 1,228,155 | —     |
| 2011 | 1,248,488 | +1.7% |
| 2016 | 1,270,420 | +1.8% |